# 10583 Kanetugu
10583 Kanetugu eller 1995 WC4 är en asteroid i huvudbältet som upptäcktes den 21 november 1995 av den japanske amatörastronomen Tomimaru Okuni vid Nanyō-observatoriet. Den är uppkallad efter japanen Kanetugu Naoe.
Asteroiden har en diameter på ungefär 21 kilometer.